# قسم ايلان الجنوبي الريفي (مقاطعة دهغلان)
قسم ايلان الجنوبي الريفي (بالفارسية: دهستان ایلان جنوبی) هي منطقة سكنية تقع في Bolbanabad District في إيران. يقدر عدد سكانها بـ 6,764 نسمة .